# Rio Tinto (Espanha)
O rio Tinto é um pequeno rio na província de Huelva,  Espanha.
A sua coloração vermelha deve-se a um ácido com pH 1.2 que não permite a maioria das formas de vida nas suas águas. Estas águas contêm muitos metais e muito pouco oxigénio, tornando-as num sítio com poucas condições para a existência de vida.
Durante séculos, o rio Tinto foi considerado um rio morto, mas nos últimos anos foram encontradas algas microscópicas (plâncton) na sua superfície, que se alimentam de minerais e se adaptam a habitats extremos. Devido a isto a NASA escolheu este rio para investigações devido às semelhanças com o planeta Marte[carece de fontes?].

## Etimologia
O nome atual deste rio deve-se à coloração das águas. Originalmente  o rio era conhecido por Hiberus. Durante o domínio romano por Urium e, mais tarde pelos árabes por Saquia ou Azequia.